# Bosminidae
Bosminidae is een familie van kreeftachtigen uit de klasse van de Branchiopoda (blad- of kieuwpootkreeftjes).

## Geslachten
- Bosmina Baird, 1845